# Brest (Stadei járás)
Brest település Németországban, azon belül Alsó-Szászország tartományban. Lakosainak száma 767 fő (2023. december 31.).

## Népesség
A település népességének változása:
| Lakosok száma | 787  | 785  | 781  | 773  | 785  | 779  | 767  |
|               | 2014 | 2016 | 2017 | 2019 | 2021 | 2022 | 2023 |